# 吹田市立図書館
吹田市立図書館（すいたしりつとしょかん）は、大阪府吹田市の公共図書館の総称。吹田市立中央図書館など9図書館と1分室からなる。

## 歴史

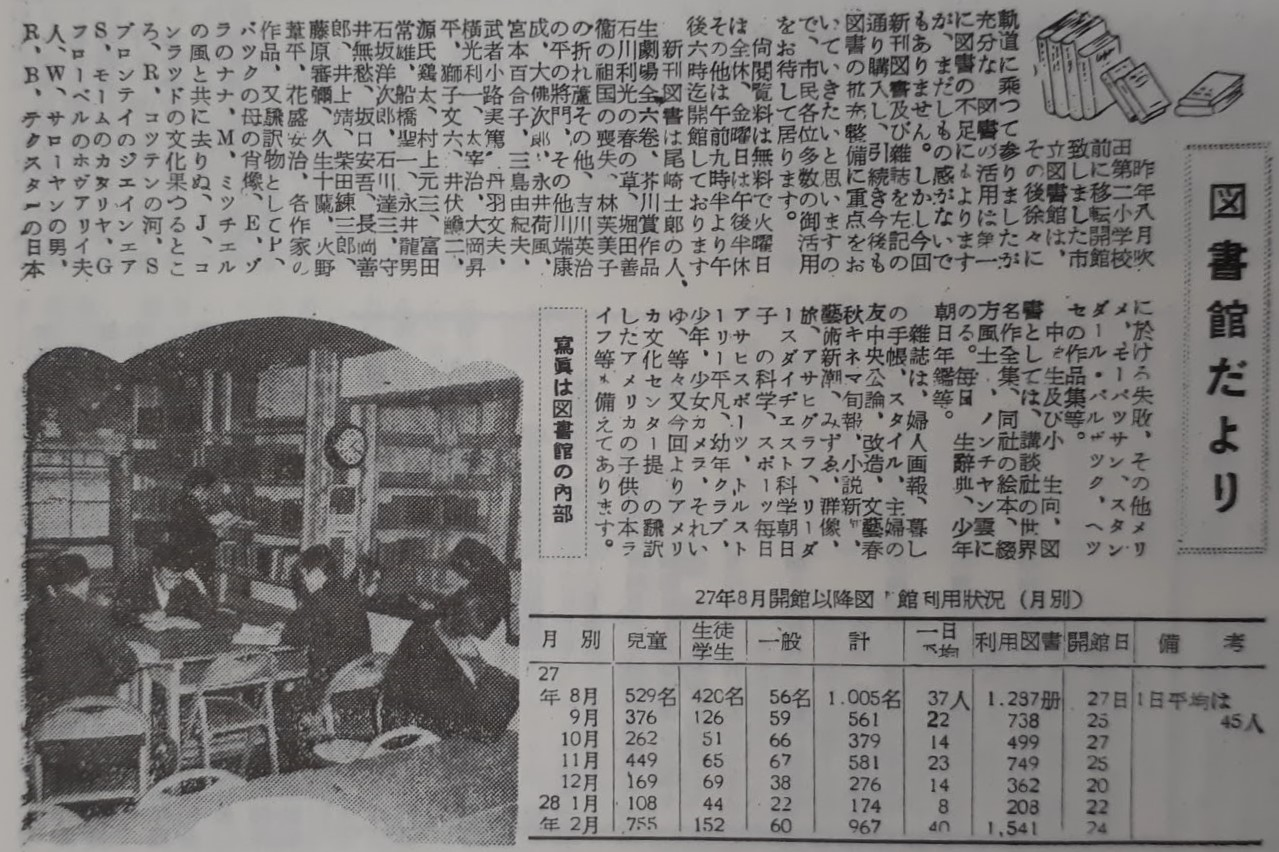
吹田市役所分室時代の吹田市立図書館の館内（1953年）

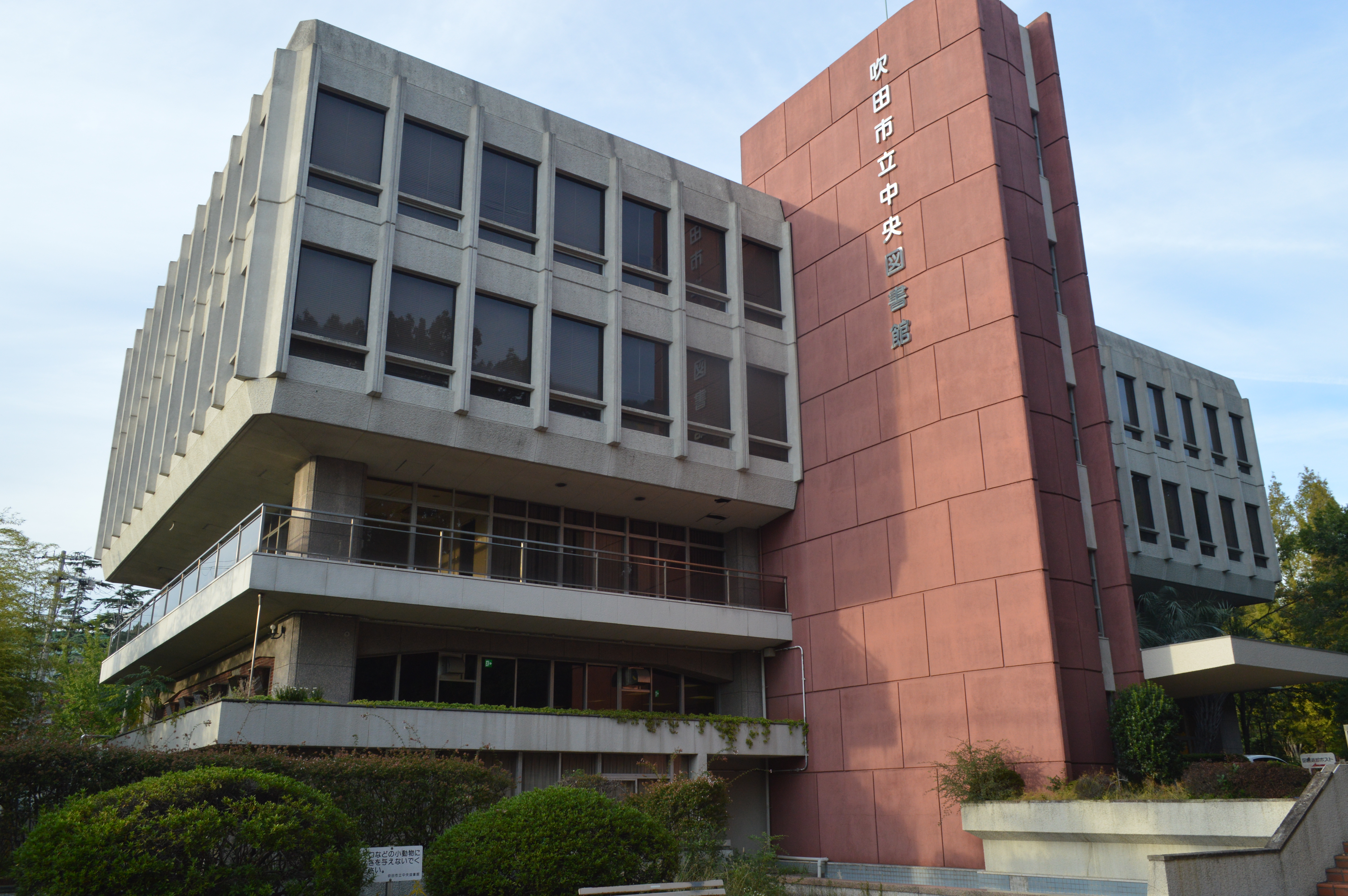
リニューアル前の吹田市立中央図書館（2019年）

- 1926年（大正15年）6月1日 - 三島郡吹田町の吹田町立第一尋常小学校（現・吹田市立吹田第一小学校）に吹田町立図書館が開館[3]。
- 1940年（昭和15年）4月1日 - 吹田町・千里村・岸部村・豊津村が合併して吹田市が発足したことで吹田町立図書館が吹田市立図書館に改称[3]。
- 1952年（昭和27年）6月5日 - 図書館法に基づいて吹田市立図書館条例を制定[3]。
- 1952年（昭和27年）8月1日 - 吹田市立図書館が泉町5丁目の吹田市役所分室に移転[3]。
- 1967年（昭和42年）2月26日 - 吹田市立図書館が出口町4番の吹田市民会館5階・6階に移転[3]。
- 1967年（昭和42年）9月1日 - 個人に対する館外貸出を開始[3]。
- 1969年（昭和44年）9月2日 - 移動図書館（自動車文庫）の運用を開始[3]。
- 1971年（昭和46年）11月25日 - 出口町18番に吹田市立図書館の新館が開館[3]。
- 1978年（昭和53年）4月1日 - 吹田市立千里図書館が開館。吹田市立図書館は吹田市立中央図書館に改称[3]。
- 1981年（昭和56年）4月1日 - 児童書専門の吹田市立千里図書館北千里分室が開館[3]。
- 1983年（昭和58年）4月17日 - 吹田市立中央図書館江坂分室が開館。同時にコンピュータを導入してオンライン化[3]。
- 1987年（昭和62年）4月1日 - 吹田市立山田図書館（現・吹田市立山田駅前図書館山田分室）が開館[3]。
- 1993年（平成5年）7月1日 - JR吹田駅前に吹田市立さんくす図書館が開館[3]。
- 1996年（平成8年）4月1日 - 吹田市立中央図書館江坂分室跡地に吹田市立江坂図書館が開館[3]。
- 2004年（平成16年）5月19日 - 吹田市立千里山・佐井寺図書館が開館[3]。
- 2006年（平成18年）4月23日 - 文部科学省から「子どもの読書活動優秀実践図書館」として表彰される[3]。
- 2011年（平成23年）3月27日 - 吹田市立山田駅前図書館が開館[3]。
- 2012年（平成24年）9月3日 - 吹田市立千里図書館が移転[3]。
- 2013年（平成25年）1月9日 - 吹田市立千里丘図書館が開館[3]。
- 2017年（平成29年）7月1日 - 北摂7市3町（吹田市、豊中市、池田市、高槻市、茨木市、箕面市、摂津市、島本町、豊能町、能勢町）で広域利用を開始[3]。
- 2020年（令和2年）11月11日 - 健都レールサイド公園に吹田市立健都ライブラリーが開館。
- 2021年（令和3年）1月12日- 吹田市立中央図書館がリニューアル開館[3]。
- 2022年（令和4年）11月22日-まちなかリビング北千里内に吹田市立北千里図書館が開館[4]。

## 一覧

### 図書館
- 吹田市立中央図書館 - 吹田市出口町18-9。
- 吹田市立千里図書館 - 吹田市津雲台1-2-1 千里ニュータウンプラザ3階。
- 吹田市立山田駅前図書館 - 吹田市山田西4-2-43 夢つながり未来館B2階。
- 吹田市立さんくす図書館 - 吹田市朝日町3-501 吹田さんくす3番館5階。
- 吹田市立江坂図書館 - 吹田市江坂町1-19-1 江坂公園内。
- 吹田市立千里山・佐井寺図書館 - 愛称「ちさと」。吹田市千里山松が丘25-2。
- 吹田市立千里丘図書館 - 吹田市千里丘上14-33。
- 吹田市立健都ライブラリー - 吹田市岸部新町2-31。
- 吹田市立北千里図書館-吹田市古江台3-8-1。まちなかリビング北千里内[5]。

### 分室
- 吹田市立図書館山田分室 - 吹田市山田西2-5-１。山田出張所3階。

### 移動図書館
- 吹田市自動車文庫「ゆめぶんこ」-2021年（令和3年）8月31日廃止。

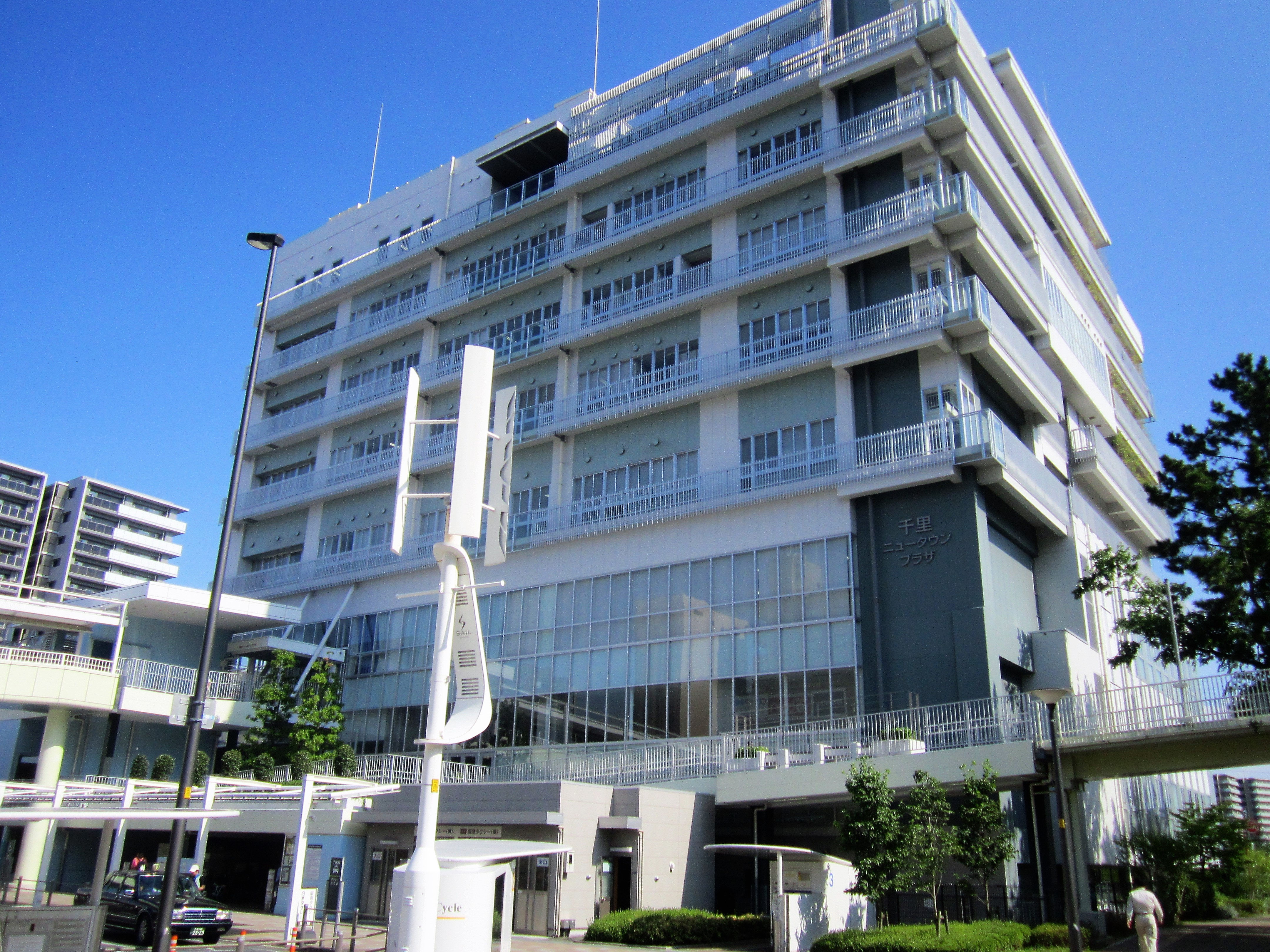
千里図書館が入る千里ニュータウンプラザ
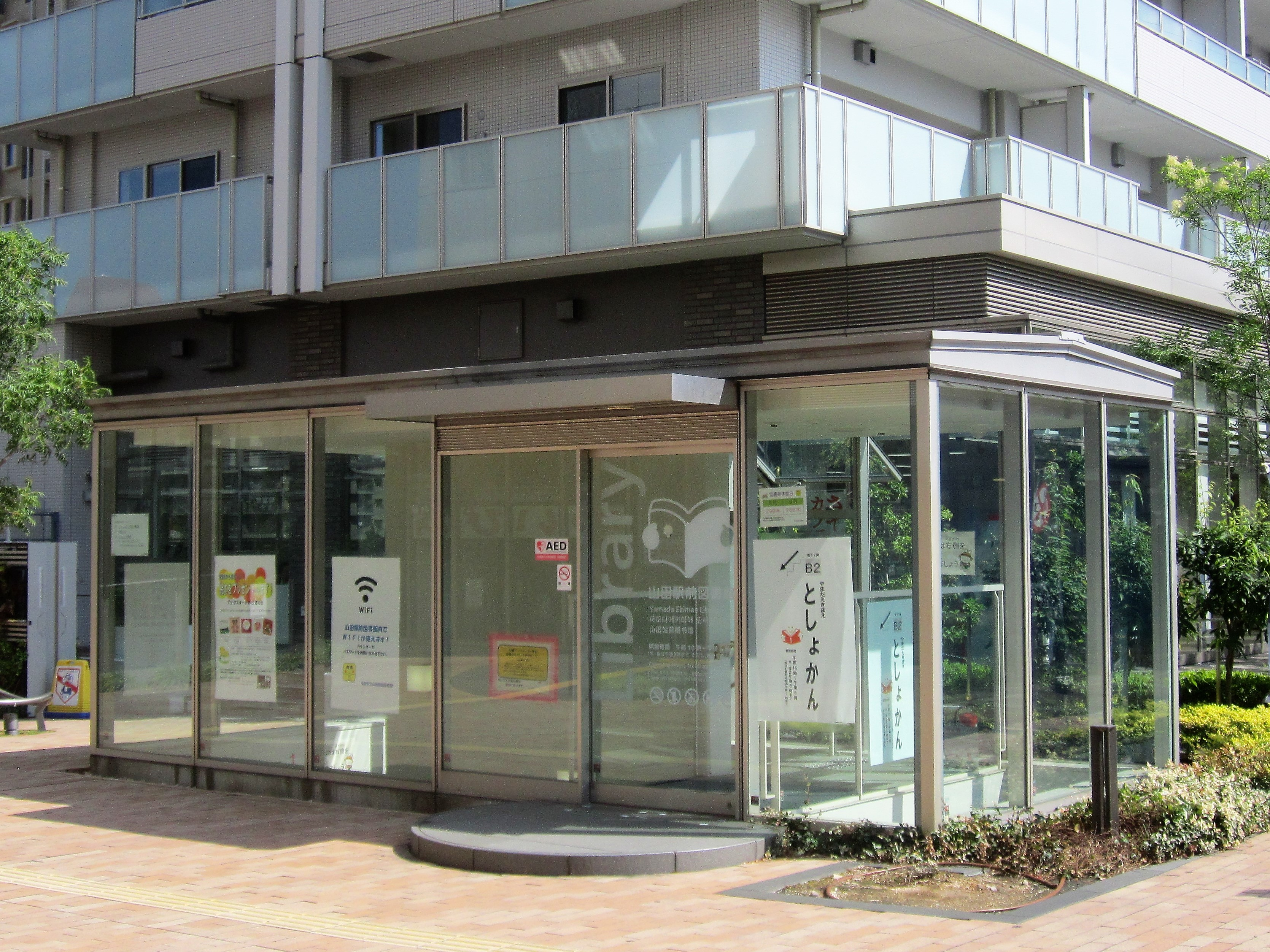
山田駅前図書館
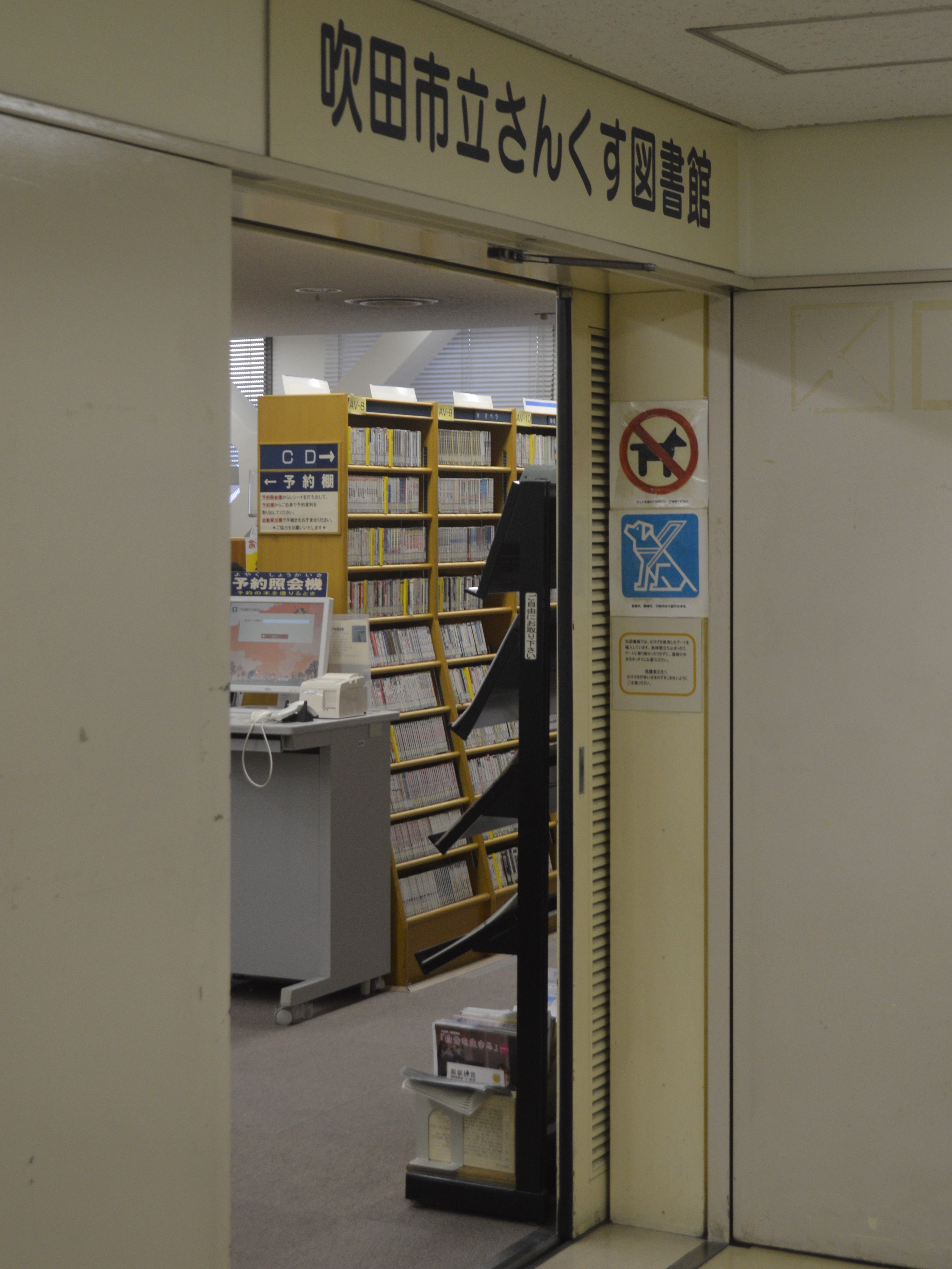
さんくす図書館
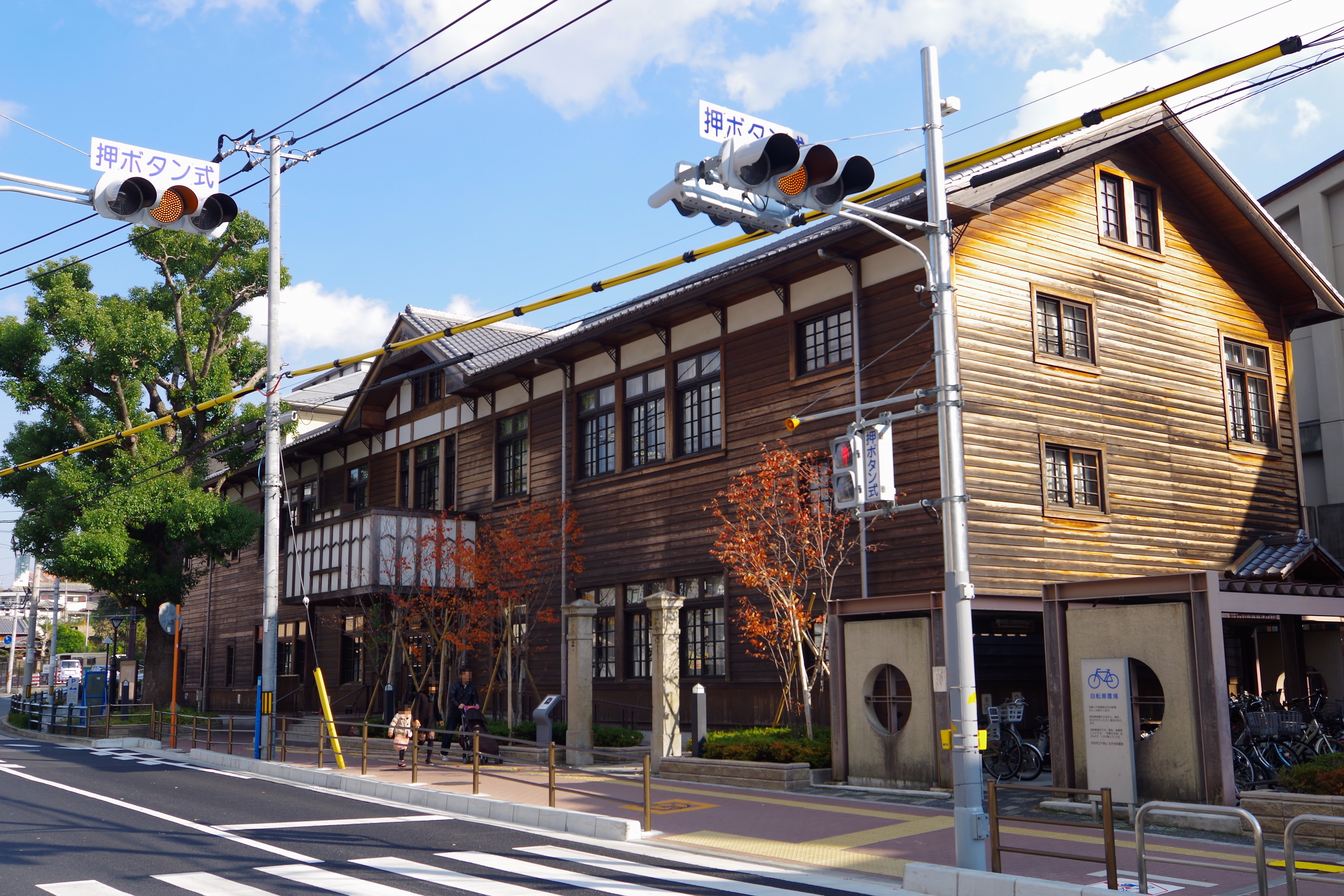
千里山・佐井寺図書館

## 江坂図書館
吹田市立江坂図書館は、吹田市江坂町にある吹田市立図書館の一つである。江坂公園の一角にある。
江坂公園のPark-PFIによる整備事業に合わせて、2023年にリニューアルした。新設した中2階席では、飲食が可能であり、電源コンセント付の座席も用意している。

### サービス
開館時間
日 - 水・土曜日・祝日：10時00分 - 18時00分
木・金曜日（祝日を除く）：10時00分 - 20時00分
休館日
毎月最終木曜日（祝日の場合は開館し翌日休館）
特別整理期間
年末年始（12月28日から1月4日まで）

### 立地
Osaka Metro御堂筋線・北大阪急行電鉄江坂駅から、江坂公園内を通り徒歩3分。